# 船形町
船形町（ふなかたまち）とは、千葉県安房郡にかつて存在した町である。現在の館山市の北部に位置している。
1889年（明治22年）の町村制施行にともない、平郡船形村として編成される。1897年（明治30年）に町制施行。1939年（昭和14年）の3町合併により新設された館山市の一部となり廃止された。

## 地理
1926年（大正15年）時点の船形町は、東に那古町、西に富浦村、北は山脈を隔てて八束村と境を接していた:1044。当時、町には船形・川名の2つの大字があり、船形はさらに2区に分けられた:1044。

## 歴史
717年（養老元年）、行基が堂山の南面に磨崖仏を彫ったという伝承があり、仁明天皇の時代に慈覚大師円仁によって船形山大福寺が創建されたとされる:1044。
往古この地域は多田良荘岡本郷に属していたという。川名村は、往古那古村から別れたとされる。
元治元年（1864年）、平岡道弘の所領となった（船形藩）:1044。慶応元年（1865年）には、船形町字御霊から川名村にかけての土地に陣屋が建設された:1044。しかし慶応4年/明治元年（1868年）、平岡道弘は領地を返上して船形藩は廃藩となった。
大区小区制のもとで、1873年（明治6年）に第一大区第五小区、1875年（明治8年）に再編が行われて第一大区第十小区となり、小区取扱所が船形村に置かれた。1878年（明治11年）、千葉県に郡区町村編制法が施行されると、船形村・川名村は1つの連合（連合戸長役場）となった。
1889年（明治22年）、町村制の施行にともない、船形村・川名村が合併して、船形村が成立した。大村であり著名でもある船形村の名が採用された。1897年（明治30年）、町制を施行し船形町となる。
1918年（大正7年）、木更津線（現在の内房線）安房勝山駅 - 那古船形駅間が延伸開業。那古船形駅は、船形町内に置かれた。翌1919年に那古船形駅 - 安房北条駅（現在の館山駅）間が延伸開業し、同時に路線名が北条線に改められた。
1939年（昭和14年）、館山北条町・那古町・船形町の3町が合併し館山市を新設され、船形町は廃止された。

### 行政区画・自治体沿革
- 1889年（明治22年）4月1日 - 町村制の施行により川名村、船形村が合併し、平郡船形村が成立。
- 1897年（明治30年）
  - 4月1日 - 平郡が安房郡に編入。
  - 12月1日 - 町制を施行し船形町となる。
- 1918年（大正7年）8月10日 ： 木更津線（現内房線）安房勝山駅 - 那古船形駅間の延伸開業にともない那古船形駅が開業。
- 1939年（昭和14年）11月3日 - 館山北条町、那古町と合併し、館山市を新設。同日船形町廃止。

## 経済
1888年（明治21年）に記された分合取調文書によれば、両村ともおおむね漁業を営んでいる。
1926年（大正15年）の『安房郡誌』によれば、町民の大半は漁業を生業とし、商業がこれに次ぐ:1045。漁獲高は「内湾沿岸町村中第一位」とされ、水産製造物もまた多い:1045。主要な水産資源としては、カツオ、マグロ、サバ、アジ、イワシなど:1045。また、女性の副業として、団扇骨用の割竹生産（房州うちわ参照）が挙げられている:1045。

## 交通

### 鉄道
- 鉄道省
  - 房総西線：那古船形駅

### 道路
- 房総街道（国道127号の旧道）

## 名所・旧跡・祭事

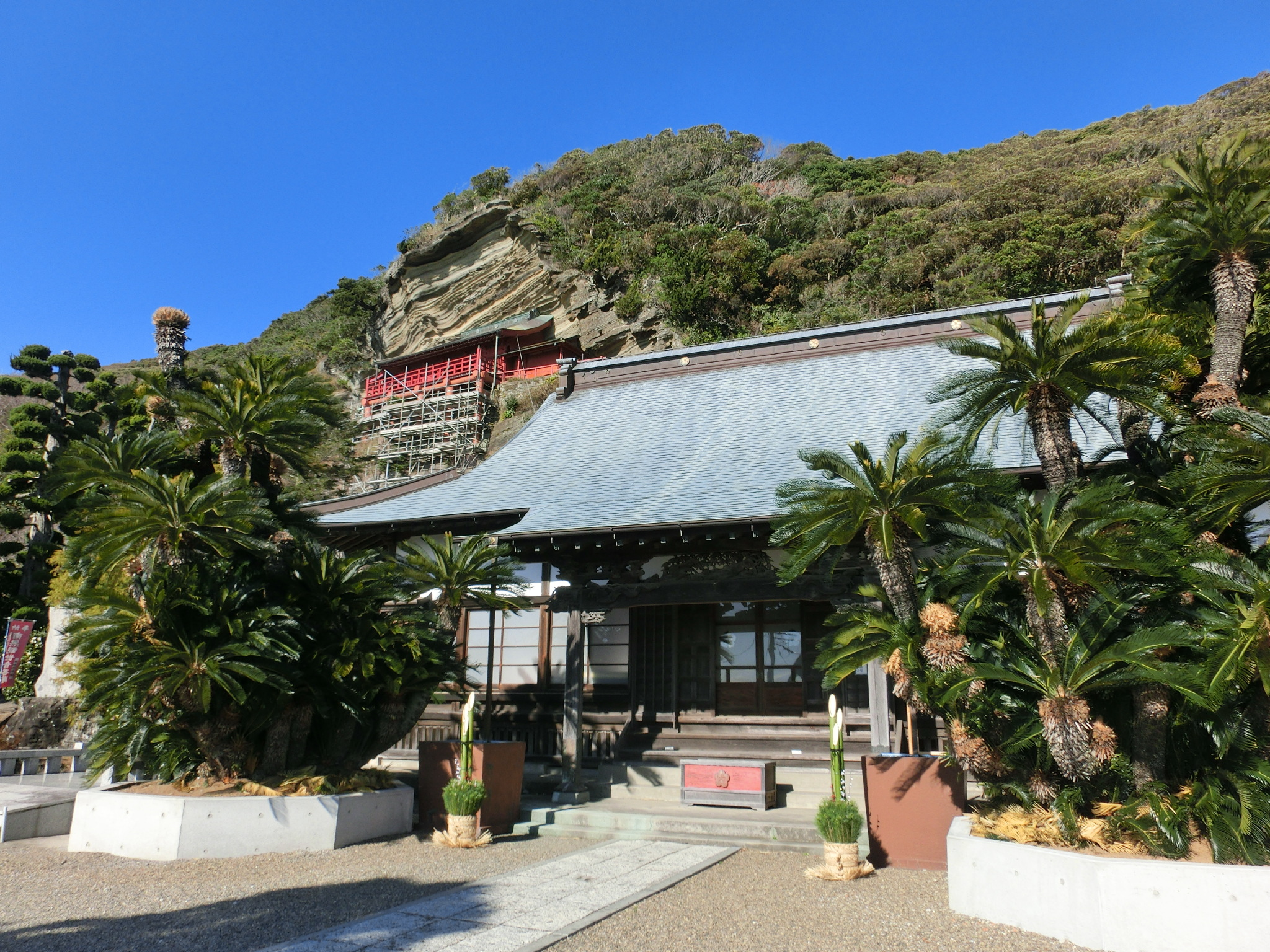
大福寺（2014年）

- 大福寺（崖の観音、船形観音）[1]:1045。
- 船形陣屋跡[1]:1045。